# Palo (Huesca)
Palo ist ein spanischer Ort und eine Gemeinde im Norden der Provinz Huesca der Region Aragonien. Die Gemeinde gehört zur Comarca Sobrarbe. Palo hat auf einer Fläche von 14,4 km² im Jahre 2024 33 Einwohner.

## Geographie
Palo liegt etwa 55 Kilometer ostnordöstlich von Huesca auf einer Höhe von ca. 740 m. Der Cinca begrenzt die Gemeinde im Westen und der Río Usía im Norden. 

## Sehenswürdigkeiten
- Martinskirche (Iglesia de San Martín) aus dem 16./17. Jahrhundert
- Einsiedelei San Clemente aus dem 11. Jahrhundert
- Heiligtum Santa María von Bruis aus dem 16. Jahrhundert

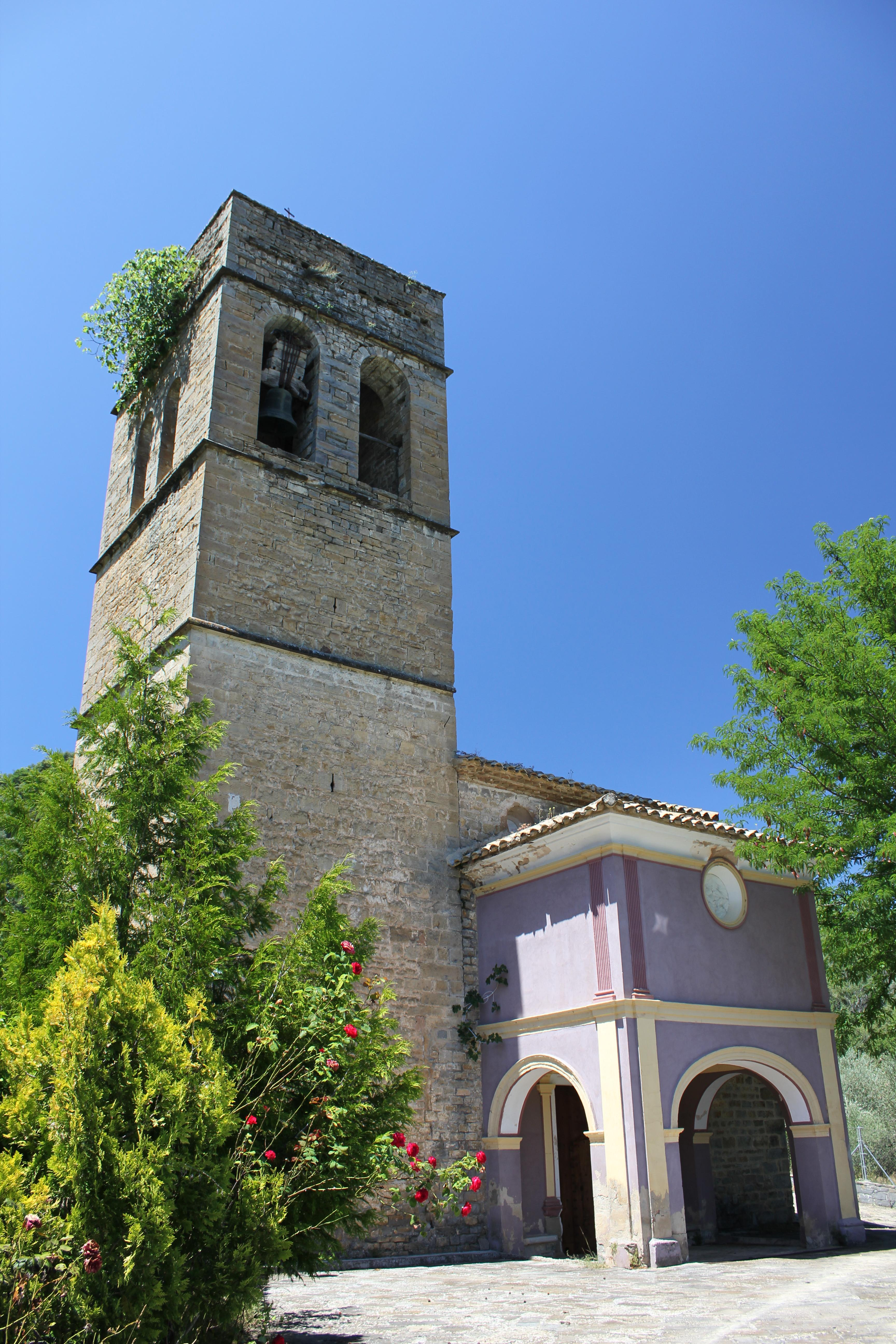
Iglesia de San Martín
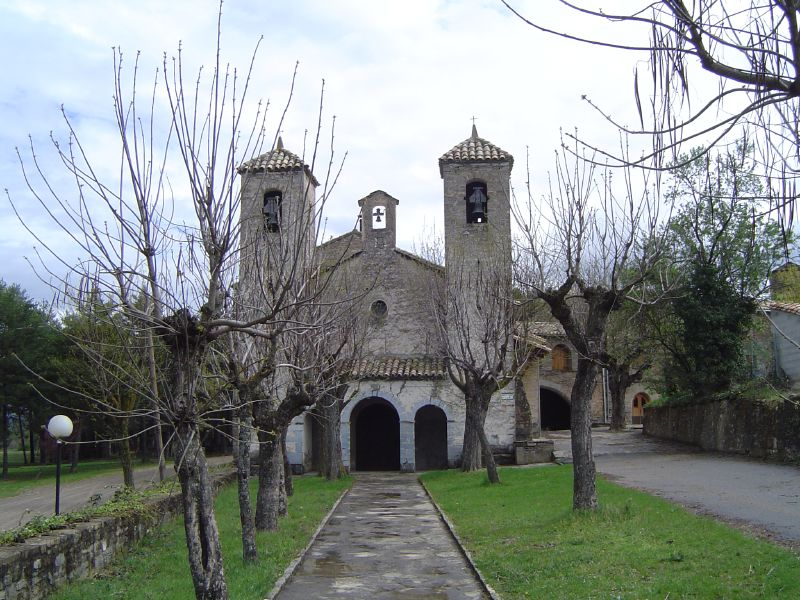
Santa María de Bruis